# 孫茜
孫茜（1978年12月11日—），甘肅蘭州人，汉族，中国女演員；毕业于中國傳媒大學，现為北京人民藝術劇院話劇演員。2011年，因飾演電視劇《后宮甄嬛傳》中的「崔槿汐」一角而廣為人知。在《后宮甄嬛傳》熱播後，孫茜除拍攝大量影視劇外，亦在2012年重返話劇團繼續出演舞台劇。

## 生平
孫茜和演員孫儷曾是同期的上海警備區文工團的文藝兵，當時孫儷負責跳舞、孫茜負責主持，兩人曾同台演出，亦是同時退役，並以同樣的時間到北京發展，但兩人直到拍攝電視劇《后宮甄嬛傳》才相識。當時在部隊擔任主持人的孫茜，其志願是考上中國傳媒大學，當時帶著當兵每個月六十塊人民幣的津貼前往北京，因發現可以報名數個志願卻只收一份報名費，因此孫茜又同時填了「表演系」。面試後，孫茜就接到表演系老師的電話，但當時孫茜表示成為主持人才是自己的夢想。後經學校老師說服，表演系亦對成為出色主持人有所幫助，孫茜因而決定進入中國傳媒大學。     
孫茜在大學四年間並無接戲，專心在基本功上。其後應試了夢想中的北京人民藝術劇院，雖未等到正式的錄取通知書，但孫茜接到北京人民藝術劇院的電話，邀請其前往劇院排演話劇《心靈遊戲》，孫茜當時雖已有簽約的電視劇工作，仍立刻前往人藝排劇。其後數年中，孫茜又陸續出演了人藝的《合同婚姻》、《全家福》等劇，直到有一天，終於接到人藝人事處的電話，孫茜正式成為北京人民藝術劇院演員之一。 
2012年，孫茜獲邀成為「華鼎獎」有史以來最年輕的評審團成員。

### 個人生活
2012年3月22日，孫茜答應交往五年的男友蔡遠航的求婚。2013年3月2日，孫茜和蔡遠航領取結婚證。8月4日，在北京舉行婚宴。

### 年齡之謎
雖然網路普遍公開記載孫茜出生於1986年12月11日，然經由媒體記者向孫茜的經紀人查證，得知孫茜的實際年齡較网络资料來得年長。后《蘋果日報》於2012年報導孫茜的年齡約30歲，《中國時報》又於2013年刊載孫茜的年齡约34歲。
在中国大陆，不乏记者及网友保留了许多孙茜的早期资料，证实其出生年份是1978年。

## 影视作品

### 电视剧
- 2003《逆水寒》 飾：阿瓊
- 2004《馬鳴風蕭蕭》 飾：翠蓮
- 2004《毛澤東在武漢的故事》飾：趙燕春
- 2004《昨日噩夢》 飾：陳雨倩
- 2005《睡龍神探之情愛保險》飾：小紅
- 2005《真情給你》 飾：平安
- 2006《禁毒使命》 飾：高弘
- 2006《天經地義》 飾：金小芬
- 2007《浣花洗劍錄》 飾：年輕段蓉蓉
- 2007《蘭花花》 飾：蘭花花/金莉莉
- 2008《民主之瀾》 飾：宋蘭英
- 2008《霧柳鎮》 飾：小妹
- 2008《母儀天下》 飾：馮媛
- 2009《新喜盈門》 飾：紅霞
- 2009《尖刀》 飾：萬淑芬
- 2009《金婚風雨情》 飾：耿玲
- 2012《三進山城》 飾：錢華
- 2012《婚戰》 飾：謝婉婷
- 2012《怪醫文三塊》 飾：菊花
- 2012《長白山下我的家》 飾：金貞淑
- 2012《后宮甄嬛傳》 飾：崔槿汐
- 2014《二炮手》 飾：楊巧兒
- 2015《黄河在咆哮》 飾：宋雨田
- 2015《芈月传》 飾：向妃(客串)
- 2016《吉鸿昌》 飾：胡洪霞
- 2016《识汝不识丁》飾：陈婧(客串)(網絡劇)
- 2016《红色护卫》 飾：陈子萱
- 2016《红星照耀中国》 飾：朱慧吾(客串)
- 2016《长征大会师》 飾：宋庆龄(客串)
- 2018《灵与肉》 飾：李秀芝
- 2018《唐磚》(網絡劇) 飾：吴尚仪 (客串)
- 2019《天下无诈》  飾：苏思勉 (客串)
- 2019《一碗沧桑》飾：孙桂香
- 2020《枫叶红了》飾：高娃
- 2020《在一起》飾：护士長
- 2020《石头开花》飾：林妤
- 2021《中流击水》 飾：宋庆龄
- 2021《雾中系铃人》飾：苏潘
- 2021《功勋》 飾：孙玉兰
- 2024《燃烧吧，梦想》 (2017年拍攝)飾：孫茜
- 2024《三井胡同的夏天》(網絡短劇)
- 待播《孙中山》 飾：宋庆龄
- 待播《第五名发家》
- 待播《烟花少年》
- 待播《曙光》 飾：李嫂子

### 電影
- 2009《給我一支槍》 飾：雨倩
- 2010《虎頭要塞》 飾：喜蓮
- 2010《第一書記》 飾：德福妻
- 2010《龍頂》 飾：孔曉麗
- 2011《鐵血丹心》 飾：宋慶齡
- 2014《一号目标》
- 2014《我的青春蜜友》 飾：薄荷
- 2016《一句顶一万句》
- 2016《爸爸的3次婚礼》
- 2017《你若安好》
- 2019《好小子，好功夫》
- 2019《決勝時刻》 飾：洪希厚
- 2019《小巷管家》
- 2021《生死速度》(網絡電影)
- 2021《穿过寒冬拥抱你》
- 2022《无负今日》(網絡電影) 饰：孙心
- 2025《731》 飾：林素贤

### 主持
- 上海電視臺《當兵的人》
- 上海電視臺、東方電視臺歷年八一晚會《浦江潮湧衛士情》
- 甘肅電視臺《太陽城堡》

### 話劇
- 《駱駝祥子》 飾：小福子
- 《日出》 飾：李太太
- 《知已》 飾：吳文柔
- 《關係》 飾：吳曉華
- 《全家福》 飾：醜妹
- 《合同婚姻》 飾：顧菲菲
- 《心靈遊戲》 飾：唐果
- 《尋找春柳社》 飾：王綿綿
- 《夜店》 飾：賽觀音
- 《飯局》 飾：向紅